# Torre Muzza
La Torre  Muzza  , detta anche Torrazza,   è una torre di difesa costiera che faceva parte del sistema di Torri costiere della Sicilia, e si erge nella località di Piraineto (frazione di Carini)  in provincia di Palermo  ricadendo nel territorio comunale di  Carini.

## Storia e descrizione
Fu costruita solo dopo le ricognizioni effettuate nel 1578 dall'architetto reale Tiburzio Spannocchi, e dopo il 1583 da Camillo Camilliani, infatti in entrambe le ricognizioni la torre non è citata. 
Solo nel 1677 compare in una cartografia militare sabauda come già esistente.
Pur non  risultando negli elenchi delle 45 torri affidate, direttamente, alla gestione della Deputazione del Regno di Sicilia, nel 1809 tale organismo scrisse al Principe di Carini per lamentarne il degrado, ed in tale occasione è identificata come Torrazza .
La torre è citata  nel 1823 nella cartografia dello Stato Maggiore del Regio Esercito Borbonico.
Infine nel 1867 è ricompresa nell'elenco delle opere militari da dimettersi. 
All'inizio degli anni '70, da una ricognizione personale, la torre risultava in terreno privato ed era ancora custodita tant'è che il varco  creato a piano terra   nella cisterna era chiuso con una porticina in legno. Mazzarella e Zanca dopo visite effettuate nel 1976 relazionavano che  ormai era quasi del tutto diruta.

## Torri in collegamento visivo
Essa faceva parte del sistema difensivo di avvistamento di naviglio saracene ed era in collegamento visivo ad est con le due Torre di Isola delle Femmine, mentre ad ovest con la Torre Pozzillo e con la Torre della Tonnara dell'Ursa.

## Descrizione ed aspetto attuale
Ormai è completamente in rovina,  restano comunque imponenti i resti residui, nella ricognizione effettuata agli inizi degli anni '70, fu misurato il basamento ancora intatto  risultando di  ben 18 metri lineari, era quindi una delle torri più grandi del sistema difensivo e si giustifica, forse, il toponimo in volgare la Torrazza.
Negli anni novanta del secolo scorso un locale di ristorazione, fantasiosamente, aveva quale insegna Torre di Ulisse, e ad absurdum nella toponomastica del Comune di Carini la via che conduce ai resti si chiama ora via Torre di Ulisse.
Nel 2018 durante le ricerche per il censimento del Progetto CE.R.CA.MI. promosso dai ricercatori di Palermo Pillbox Finders sono stati individuati i resti di una Postazione militare italiana della Seconda Guerra Mondiale scivolata giù dalla sommità della torre in concomitanza del crollo della stessa. Tale testimonianza confuta l'utilizzo di alcune torri cinquecentesche durante gli anni '40 quali punti di osservazione e difesa costiera da parte del Regio Esercito.